# Futbolniy Klub Luki-Energiya Velikiye Luki
O Futbolniy Klub Luki-Energiya Velikiye Luki (em russo: футбольный клуб "Луки‑Энергия» (Великие Луки)", transliterado para Futbol'niy klub "Luki‑Energiya (Velikiye Luki)") é um clube de futebol russo, sediado em Velikiye Luki. Atualmente disputa a terceira divisão do Campeonato Russo.

## História
O clube foi fundado em 1991, como Ekspress Velikiye Luki. Mudou de nome por 6 vezes em 13 anos, e recebeu estatuto profissional entre 1997 e 2001, quando foi rebaixado à quarta divisão (que é amadora), fechando as portas em 2005.
Retornou ao futebol em 2014, também na quarta divisão russa, e na temporada 2017–18 voltou a ganhar estatuto de clube profissional ao disputar a terceira divisão, ficando no Grupo Oeste.

## Uniforme
O uniforme 1 do Luki-Energiya Velikiye Luki é composto de camisa, calção e meias vermelhas, enquanto o uniforme reserva é azul-claro (o calção possui um tom mais escuro).

## Nomes do clube
- 1991: FC Ekspress Velikiye Luki
- 1992: FC SKIF-Ekspress Velikiye Luki
- 1993: FC SKIF-Yunost Velikiye Luki
- 1994–1995: FC Chayka Velikiye Luki
- 1996–2000: FC Energiya Velikiye Luki
- 2001–2002: FC Krivichi Velikiye Luki
- 2003–2005: FC Luki-SKIF Velikiye Luki
- 2014–até hoje: FC Luki-Energiya Velikiye Luki